# Gabriel (Czemodakow)
Gabriel, imię świeckie Gieorgij Lwowicz Czemodakow (ur. 2 czerwca 1961 w Sydney) – biskup Rosyjskiego Kościoła Prawosławnego poza granicami Rosji.

## Życiorys
Urodził się 2 czerwca 1961 w Sydney. Jego ojciec, Lew Czemodakow, był lektorem w cerkwi Matki Boskiej w Kabramattie. Matka, Olga Avenarius, pochodziła z arystokratycznej rodziny rosyjskich Niemców. Oboje wyjechali do Australii z Chin, z powodu rozpoczęcia się tam wojny domowej. Jego pradziadek po ojcu, Gawriił Luczinin, był kapłanem w Wiatce.
W 1980 rozpoczął naukę w seminarium duchownym przy monasterze Trójcy Świętej w Jordanville, które ukończył w 1984. Do 1989 pracował w tym samym seminarium jako wykładowca kultury rosyjskiej. W 1996 został postrzyżony na mnicha. W tym samym roku arcybiskup Ławr (Szkurła) udzielił mu święceń diakońskich. Kilka tygodni później przyjął święcenia kapłańskie z rąk metropolity Witalisa (Ustinowa).
7 czerwca 1996 miała miejsce jego chirotonia na biskupa Brisbane, wikariusza eparchii sydnejskiej i australijsko-nowozelandzkiej. 5 października tego samego roku został przeniesiony do eparchii wschodnioamerykańskiej i nowojorskiej jako biskup Manhattanu. Od listopada 2001 do maja 2008 był sekretarzem Świętego Synodu Kościoła. Sobór Biskupów zwolnił go z tej funkcji 14 maja 2008, powierzając mu równocześnie katedrę montrealską i kanadyjską.
31 sierpnia 2009 konsul generalny Rosji w Nowym Jorku Siergiej Garmonin wręczył mu paszport rosyjski.
17 maja 2011 podniesiony do godności arcybiskupa.